# Lycopodium hygrophilum
Lycopodium hygrophilum är en lummerväxtart som beskrevs av Cornelis Rugier Willem Karel van Alderwerelt van Rosenburgh. Lycopodium hygrophilum ingår i släktet lumrar, och familjen lummerväxter. Inga underarter finns listade i Catalogue of Life.